# Stazione funebre di Porta Romana
La Stazione funebre di Porta Romana era una stazione eretta a Milano nel 1908 per il servizio speciale tranviario di trasporto delle salme verso i cimiteri cittadini Maggiore e Monumentale. Fu realizzata su disegno dell architetto Pasquale Tettamanzi con la collaborazione dell'ingegnere Francesco Minorini. L'edificio, tuttora esistente, fu in seguito destinato a usi diversi: prima come circolo ricreativo dell'ATM di Milano, poi come locale notturno e infine come sede delle Terme di Milano.

## Storia

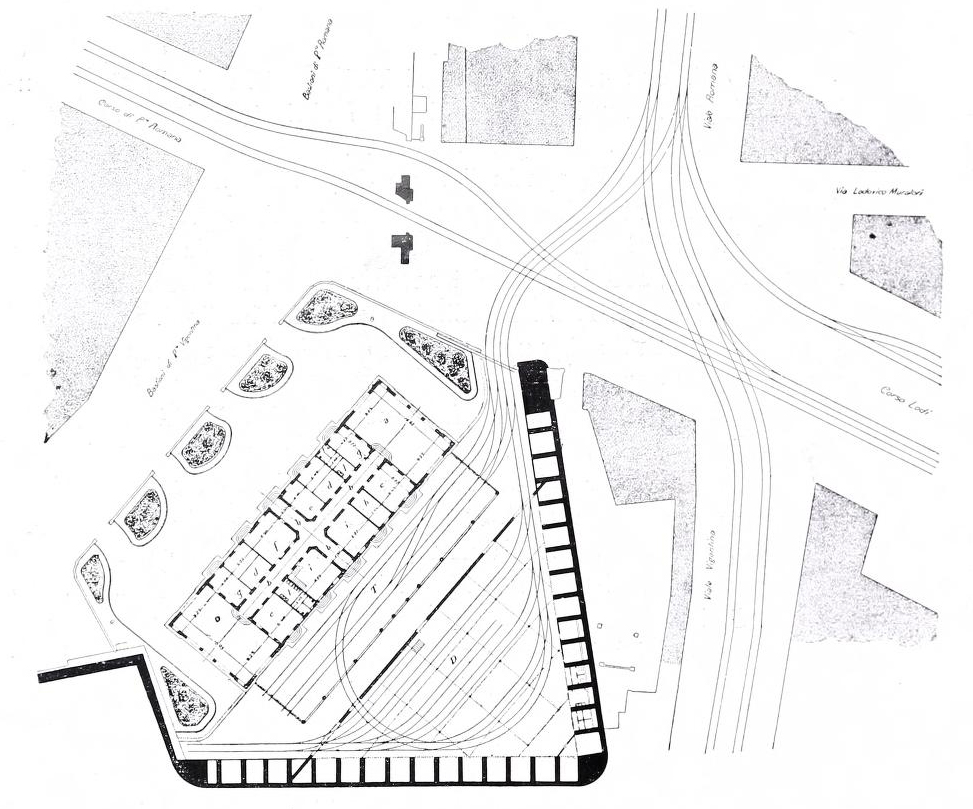
Planimetria generale della stazione nel 1908; si noti la lunetta del bastione che incorpora la stazione.

La necessità di allestire una nuova stazione tranviaria per il trasporto dei defunti verso i cimiteri cittadini nacque dalla rapida crescita dell'abitato di Milano soprattutto verso sud che rendeva disagevole per la cittadinanza servirsi della già esistente Stazione funebre di via Bramante, ormai distante più di cinque chilometri dai nuovi quartieri di Porta Romana e di Porta Vigentina. I disagi erano ancora maggiori durante le stagioni invernali e, soprattutto, per le classi meno abbienti. Già da tempo il Comune di Milano aveva quindi pensato di costruire una seconda stazione nella zona sud della città che raccogliesse i defunti e i cortei funebri dai quartieri limitrofi per poi smistarli a Musocco e al Monumentale. In particolare i cortei diretti al Monumentale erano fino ad allora obbligati a passare per le strette vie del centro e a superare molte linee di binari tranviari, dando intralcio alla circolazione dei convogli. La scelta della zona di piazzale Medaglie d'Oro fu dettata dall'essere vicina alla Circonvallazione dei Bastioni, già ampiamente servita da molti binari tranviari, dall'essere crocevia di molte strade principali e dalla posizione non troppo esposta alla vista degli abitanti dei caseggiati vicini.
La scelta dell'area su cui fabbricare la nuova stazione cadde su un terreno contenuto all'interno della lunetta dei bastioni, sul luogo ove sorgeva l'antico Monte Tabor sui Bastioni di Porta Vigentina, in prossimità dell'ex dazio di Porta Romana: il Monte Tabor (così chiamato a memoria della battaglia del 1799 vinta dai francesi sugli arabo-turchi che si era combattura in quella località) si era creato nel 1818 con l'accumulo di macerie delle numerose brecce che i francesi avevano aperto nella cerchia dei bastioni spagnoli. Un impresario russo aveva costruito sull'altura una montagna russa fatta con carrozzelle di legno su rotelle che, scivolando dalla cima su apposite rotaie, scendevano a forte velocità. Aperto ufficialmente il 1º maggio 1820, il Monte Tabor era divenuto un luogo di attrazione per ogni classe sociale ed era servito da una rinomata trattoria omonima.

## Architettura originaria
La stazione, definibile in stile Liberty, era costituita da un fabbricato contenente i locali di servizio con due atri laterali, da un deposito per le vetture tranviarie e di una tettoia per gli stessi tram; la stazione era separata dalla strada da un muro di cinta fornito di una cancellata in modo da renderla poco visibile dalla via.